# Ulachan-Botuobuja
L'Ulachan-Botuobuja (in russo Улахан-Ботуобуя?) è un fiume della Siberia orientale, affluente di destra del Viljuj (appartiene al bacino della Lena). Scorre nel Mirninskij ulus della Sacha (Jacuzia).
Il fiume ha origine sull'Altopiano della Lena a un'altitudine di oltre 419 m s.l.m. Scorre prevalentemente in direzione settentrionale e sfocia nel Viljuj a 1 294 km dalla sua foce. La sua lunghezza è di 459 km, l'area del suo bacino è di 17 500 km². I maggiori affluenti che riceve sono il Džunkun (lungo 108 km) e il Kurung-Džunkuj (93 km). Il fiume gela a ottobre e rimane coperto di ghiaccio fino a giugno.